# 周春雨
周春雨（1968年7月—），男，安徽天长人，中华人民共和国政治人物。安徽大学历史系历史专业毕业，中共安徽省委党校在职研究生班法学专业研究生学历。

## 生平

### 从政经历
1988年10月加入中国共产党。1989年7月参加工作，历任中共合肥市委办公室工作人员、副科级、正科级秘书。1995年1月，任中共合肥市委办公厅副处级秘书。1995年2月，任中共安徽省委办公厅副处级秘书。1997年4月，任正处级秘书（服务时任省长王太华）。1999年2月，任安徽省人民政府办公厅正处级秘书。2000年1月，任中共安徽省委办公厅正处级秘书。2000年8月，任安徽省财政厅经济建设处处长。2001年4月，任安徽省财政厅副厅长、党组成员(其间：1998年9月至2001年8月，在中共安徽省委党校在职研究生班法学专业学习)。2003年6月，任安徽省财政厅副厅长、党组成员兼厅直属机关党委书记。2007年4月，任中共马鞍山市委常委、副市长。2008年4月，任中共马鞍山市委副书记、代市长（2008年6月当选市长）。2010年11月，任中共蚌埠市委副书记。2010年12月，任蚌埠市委副书记、市政府代市长（2011年1月当选市长）。2012年8月，任中共蚌埠市委书记。
2016年9月30日，任安徽省人民政府副省长。

### 落马
2017年4月26日，因涉嫌严重违纪，接受组织审查。48岁的他是中共十八大后落马的最年轻副省部级官员，从升任副省部级到落马仅208天。安徽官场的知情人士告诉财新记者，周春雨平时低调不张扬，但官场部分人士对于他的提拔有异议。也有人称他在蚌埠任职期间和一些商人来往过密，并利用职权插手经济案件。他也是落马的第四位安徽省副省长（前三位是倪发科、杨振超、陈树隆），安徽成为落马副省长最多的省份。2017年5月3日，中共中央组织部有关负责人证实，中央已决定免去周春雨的领导职务。7月被双开。2018年10月25日，山东省济南市中级人民法院一审公开开庭审理了周春雨受贿、隐瞒境外存款、滥用职权、内幕交易一案。济南市人民检察院起诉指控：1996年至2017年，被告人周春雨利用职务之便收受他人财物折合人民币共计1365万余元。其作为股票交易内幕信息的知情人员，在内幕信息敏感期内买入相关股票，累计买入金额人民币2.7亿余元，非法获利人民币3.5亿余元。法庭将择期宣判。2019年2月22日，山东省济南市中级人民法院一审公开宣判，对被告人周春雨以受贿罪判处有期徒刑十年，并处罚金人民币100万元;以隐瞒境外存款罪判处有期徒刑一年；以滥用职权罪判处有期徒刑五年；以内幕交易罪判处有期徒刑七年，并处罚金人民币3.6亿元，决定执行有期徒刑二十年，并处罚金人民币3.61亿元。对周春雨犯罪所得财物及其孳息予以追缴，上缴国库。周春雨当庭表示服从判决，不上诉。